# Segnalibro (World Wide Web)
Un segnalibro, nell'ambito del World Wide Web, è una scorciatoia per aprire l'indirizzo URL di una determinata pagina web. L'uso è analogo a quello di un segnalibro per materiale cartaceo.
Solitamente i browser permettono di organizzare i segnalibri in cartelle, o di sincronizzarli fra vari altri dispositivi.

## Archiviazione
Ogni browser dispone di uno strumento integrato per la gestione dell'elenco dei segnalibri. Il metodo di archiviazione dell'elenco varia a seconda del browser, della sua versione e del sistema operativo su cui viene eseguito.
I browser derivati da Netscape memorizzano i segnalibri nel singolo file in codice HTML bookmarks.html. Questo approccio consente la pubblicazione e la stampa di un catalogo categorizzato e rientrato e funziona su più piattaforme. I nomi dei segnalibri non devono essere univoci. La modifica di questo file al di fuori del suo browser nativo richiede la modifica dell'HTML.

## Bookmarklet

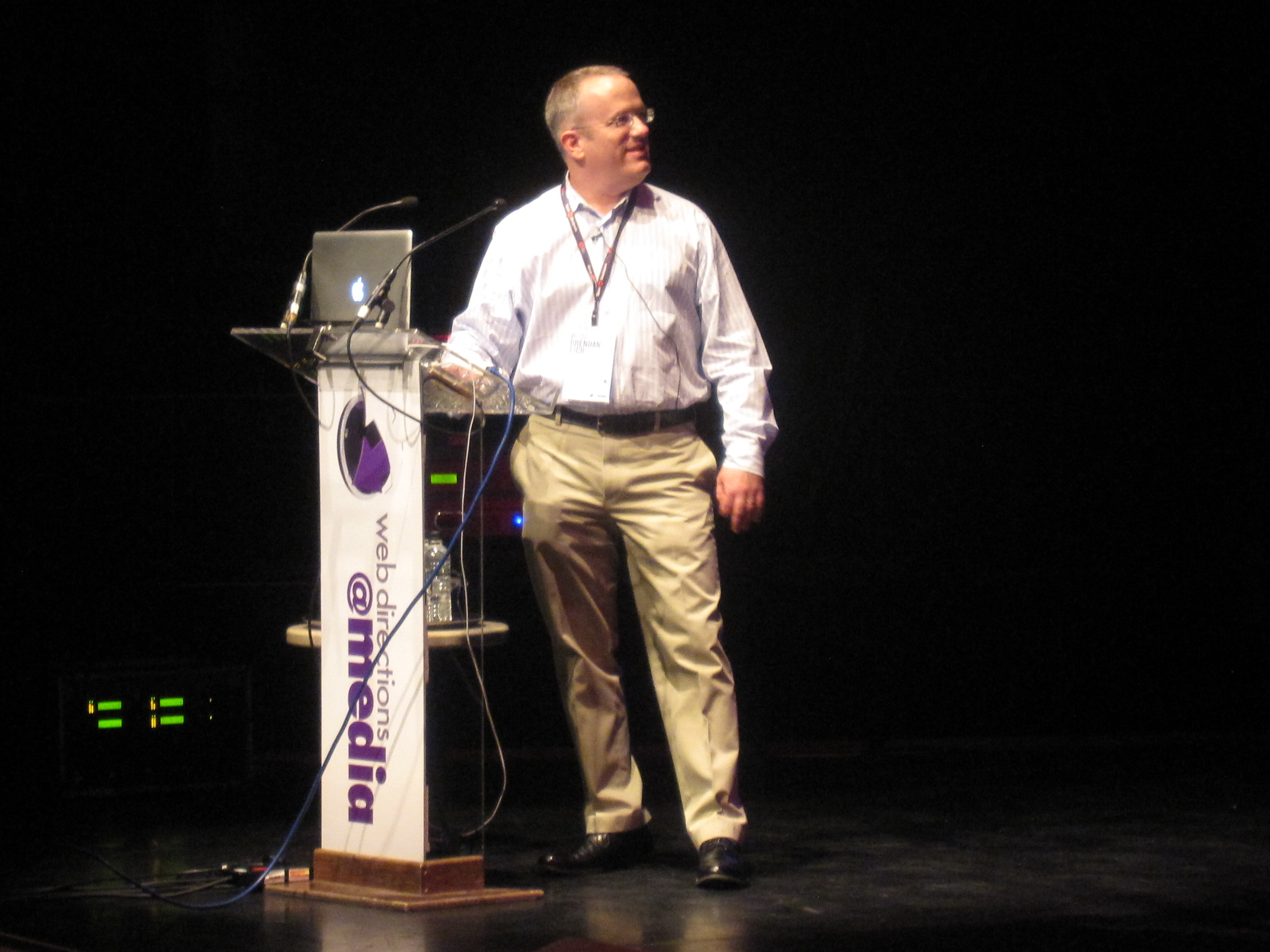
Brendan Eich

I bookmarklet sono programmi JavaScript memorizzati come segnalibri. Il termine è una combinazione delle parole bookmark e applet. I segnalibri hanno accesso alla pagina corrente, che possono esaminare e modificare. In quanto tali, possono essere semplici strumenti "one-click" che aggiungono funzionalità al browser. I bookmarklet vengono generalmente installati accedendo a una pagina Web che collega a un URI JavaScript, facendo clic con il pulsante destro del mouse sul collegamento e facendo clic sull'opzione del segnalibro.

Lo sviluppatore web Steve Kangas ha avuto l'idea dalla Netscape JavaScript Guide, e ha coniato il termine bookmarklet nel 1998. Brendan Eich, l'inventore di JavaScript, ha spiegato i Bookmarklets come segue:
Erano una caratteristica deliberata in questo senso: ho inventato l'URL javascript:insieme a JavaScript nel 1995 e intendevo che gli URLjavascript:potessero essere usati come qualsiasi altro tipo di URL, incluso essere segnalibro. In particolare, ho reso possibile generare un nuovo documento caricando, ad esempio javascript:'hello, world', ma anche (chiave per i bookmarklet) per eseguire script arbitrari contro il DOM del documento corrente, ad esempiojavascript:alert(document.links[0].href). La differenza è che quest'ultimo tipo di URL utilizza un'espressione che restituisce il tipo non definito in JS. Ho aggiunto l'operatore void a JS prima della spedizione di Netscape 2 per semplificare l'eliminazione di qualsiasi valore non indefinito in un URL javascript:.

-  Brendan Eich, email a Simon Willison 

## Segnalibri live
I segnalibri live sono segnalibri Internet alimentati da RSS, in particolare in Mozilla Firefox. Consentono agli utenti di monitorare dinamicamente le modifiche alle loro fonti di notizie preferite. Invece di trattare i feed RSS come pagine HTML come fa la maggior parte degli aggregatori di notizie, vengono trattati come segnalibri che vengono aggiornati in tempo reale con un collegamento alla fonte appropriata. I segnalibri in tempo reale vengono aggiornati automaticamente; tuttavia non esistono opzioni del browser per impedire o controllare gli aggiornamenti automatici dei segnalibri live.
I segnalibri live erano disponibili in Firefox dal 2004 fino a dicembre 2018; da allora, Firefox non li supporta più.

## Ilbookmarkingaziendale
Il bookmarking aziendale è un metodo che permette agli utenti di contrassegnare, organizzare, archiviare e cercare i segnalibri di entrambe le pagine Web su Internet e le risorse di dati archiviate in un database distribuito o file server. Questo viene fatto collettivamente e in modo collaborativo in un processo mediante il quale gli utenti aggiungono metadati e tag standard.
Nelle prime versioni del software, questi tag vengono applicati come parole chiave non gerarchiche, o termini assegnati da un utente a una pagina Web, e vengono raccolti in nuvole di tag. Esempi di questo software sono Connectbeam e Dogear. Le nuove versioni del software come Jumper 2.0 e Knowledge Plaza espandono i metadati dei tag sotto forma di tag standard che forniscono informazioni aggiuntive sui dati e vengono applicati ai dati strutturati e semi-strutturati e vengono raccolti nei profili dei tag.

## Social bookmarking
Il social bookmarking è un servizio basato sul web, dove vengono resi disponibili elenchi di segnalibri creati dagli utenti. Questi elenchi sono liberamente consultabili e condivisibili con gli altri utenti appartenenti alla stessa comunità virtuale.

## Esempi

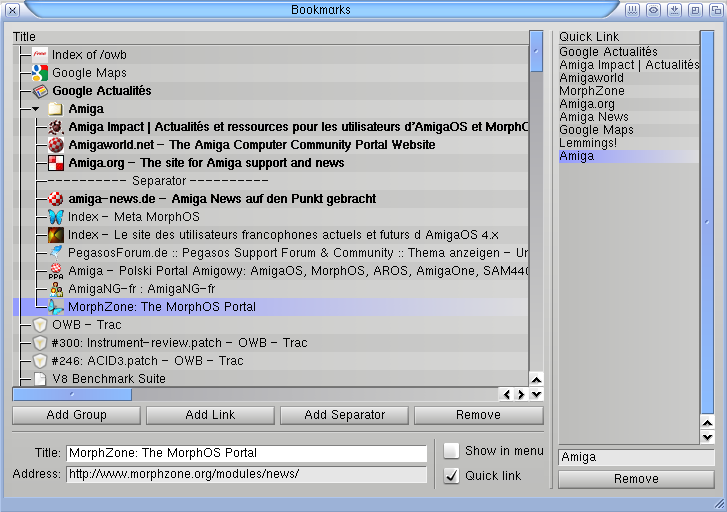
Bookmarks
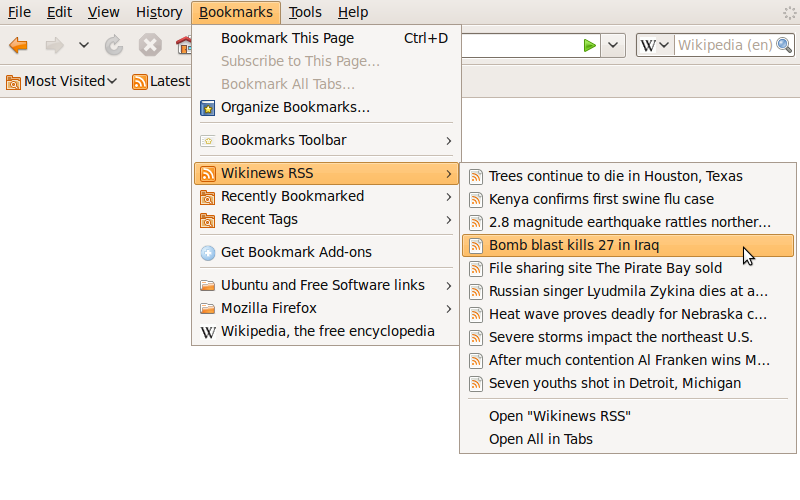
Bookmarks menu in Firefox
Simbolo generalmente utilizzato dai browser per permettere all'utente di aggiungere la pagina corrente ai Bookmarks (può essere di vari colori).